# Volta al País Basc 2012
La Volta al País Basc 2012 era la 52a edició de la Volta al País Basc. La cursa es disputà en sis etapes entre el 2 i el 7 d'abril de 2012, amb inici a Güeñes i final a Oñati. Aquesta era la novena prova de l'UCI World Tour 2012.
La cursa fou guanyada pel basc Samuel Sánchez (Euskaltel–Euskadi), després de guanyar dues etapes, entre elles la contrarellotge individual final, amb la qual aconseguí vestir-se de groc i guanyar la cursa. Sánchez guanyà per 12 segons sobre el català Joaquim Rodríguez (Team Katusha), líder fins al darrer dia i vencedor de dues etapes. Sánchez també superà Rodríguez en la classificació dels punts. Tercer fou el neerlandès Bauke Mollema (Rabobank ProTeam) després de finalitzar segon en la contrarellotge final.
En les altres classificacions l'italià Marco Pinotti (BMC Racing Team) guanyà el mallot verd de les metes volants, mentre el danès Mads Christensen (Team Saxo Bank) guanyà la classificació de la muntanya i el (Team Katusha) la dels equips.

## Equips participants
A la cursa hi prenen part vint equips, els divuit amb llicència "UCI ProTeam", i dos equips continentals professionals convidats, l'Utensilnord-Named i el Caja Rural.
| Núm   | Codi | Equip                 |
| ----- | ---- | --------------------- |
| 1-8   | RNT  | RadioShack-Nissan     |
| 11-18 | SKY  | Team Sky              |
| 21-28 | MOV  | Movistar Team         |
| 31-38 | VCD  | Vacansoleil-DCM       |
| 41-48 | KAT  | Team Katusha          |
| 51-58 | LIQ  | Liquigas-Cannondale   |
| 61-68 | GEC  | GreenEDGE             |
| 71-78 | AST  | Astana Qazaqstan Team |
| 81-88 | ALM  | AG2R La Mondiale      |
| 91-98 | BMC  | BMC Racing Team       |

| Núm     | Codi | Equip                   |
| ------- | ---- | ----------------------- |
| 101-108 | FDJ  | FDJ-BigMat              |
| 111-118 | LAM  | Lampre-ISD              |
| 121-126 | OPQ  | Omega Pharma-Quick Step |
| 131-138 | LTB  | Lotto-Belisol           |
| 141-148 | RAB  | Rabobank ProTeam        |
| 151-158 | GRM  | Garmin-Barracuda        |
| 161-168 | SAX  | Team Saxo Bank          |
| 171-178 | EUS  | Euskaltel–Euskadi       |
| 181-188 | CJR  | Caja Rural              |
| 191-198 | UNA  | Utensilnord-Named       |

## Etapes
| Etapa    | Data      | Recorregut                  | Km    | Vencedor d'etapa         | Líder de la general      |
| -------- | --------- | --------------------------- | ----- | ------------------------ | ------------------------ |
| 1a etapa | 2 d'abril | Güeñes - Güeñes             | 153,0 | José Joaquín Rojas (ESP) | José Joaquín Rojas (ESP) |
| 2a etapa | 3 d'abril | Güeñes - Vitòria            | 165,7 | Daryl Impey (RSA)        | José Joaquín Rojas (ESP) |
| 3a etapa | 4 d'abril | Vitòria - Santuari d'Arrate | 164,0 | Samuel Sánchez (ESP)     | Samuel Sánchez (ESP)     |
| 4a etapa | 5 d'abril | Eibar - Bera                | 151,0 | Joaquim Rodríguez (CAT)  | Joaquim Rodríguez (CAT)  |
| 5a etapa | 6 d'abril | Bera - Oñati                | 183,0 | Joaquim Rodríguez (CAT)  | Joaquim Rodríguez (CAT)  |
| 6a etapa | 7 d'abril | Oñati - Oñati (CRI)         | 18,9  | Samuel Sánchez (ESP)     | Samuel Sánchez (ESP)     |

### Etapa 1
2 d'abril de 2012, Güeñes - Güeñes, 153 km
|    | Ciclista                 | Equip                 | Temps      |
| -- | ------------------------ | --------------------- | ---------- |
| 1  | José Joaquín Rojas (ESP) | Movistar Team         | 3h 57' 44" |
| 2  | Wout Poels (NED)         | Vacansoleil-DCM       | m. t.      |
| 3  | Fabian Wegmann (GER)     | Garmin-Barracuda      | m. t.      |
| 4  | Daniele Ratto (ITA)      | Liquigas-Cannondale   | m. t.      |
| 5  | Arthur Vichot (FRA)      | FDJ-BigMat            | m. t.      |
| 6  | Ryder Hesjedal (CAN)     | Garmin-Barracuda      | m. t.      |
| 7  | Gianni Meersman (BEL)    | Lotto-Belisol         | m. t.      |
| 8  | Gorka Izagirre (ESP)     | Euskaltel–Euskadi     | m. t.      |
| 9  | Francesco Gavazzi (ITA)  | Astana Qazaqstan Team | m. t.      |
| 10 | Paolo Bailetti (ITA)     | Utensilnord-Named     | m. t.      |

|    | Ciclista                 | Equip                 | Temps      |
| -- | ------------------------ | --------------------- | ---------- |
| 1  | José Joaquín Rojas (ESP) | Movistar Team         | 3h 57' 44" |
| 2  | Wout Poels (NED)         | Vacansoleil-DCM       | m. t.      |
| 3  | Fabian Wegmann (GER)     | Garmin-Barracuda      | m. t.      |
| 4  | Daniele Ratto (ITA)      | Liquigas-Cannondale   | m. t.      |
| 5  | Arthur Vichot (FRA)      | FDJ-BigMat            | m. t.      |
| 6  | Ryder Hesjedal (CAN)     | Garmin-Barracuda      | m. t.      |
| 7  | Gianni Meersman (BEL)    | Lotto-Belisol         | m. t.      |
| 8  | Gorka Izagirre (ESP)     | Euskaltel–Euskadi     | m. t.      |
| 9  | Francesco Gavazzi (ITA)  | Astana Qazaqstan Team | m. t.      |
| 10 | Paolo Bailetti (ITA)     | Utensilnord-Named     | m. t.      |

### Etapa 2
3 d'abril de 2012, Güeñes - Vitòria, 165,7 km
|    | Ciclista                  | Equip                 | Temps      |
| -- | ------------------------- | --------------------- | ---------- |
| 1  | Daryl Impey (RSA)         | GreenEDGE             | 4h 10' 07" |
| 2  | Allan Davis (AUS)         | GreenEDGE             | m. t.      |
| 3  | Davide Appollonio (ITA)   | Team Sky              | m. t.      |
| 4  | José Joaquín Rojas (ESP)  | Movistar Team         | m. t.      |
| 5  | Michael Matthews (AUS)    | Rabobank ProTeam      | m. t.      |
| 6  | Daniele Ratto (ITA)       | Liquigas-Cannondale   | m. t.      |
| 7  | Francesco Gavazzi (ITA)   | Astana Qazaqstan Team | m. t.      |
| 8  | Fabian Wegmann (GER)      | Garmin-Barracuda      | m. t.      |
| 9  | Gianni Meersman (BEL)     | Lotto-Belisol         | m. t.      |
| 10 | Daniele Pietropolli (ITA) | Lampre-ISD            | m. t.      |

|    | Ciclista                 | Equip                 | Temps      |
| -- | ------------------------ | --------------------- | ---------- |
| 1  | José Joaquín Rojas (ESP) | Movistar Team         | 8h 07' 51" |
| 2  | Daniele Ratto (ITA)      | Liquigas-Cannondale   | m. t.      |
| 3  | Fabian Wegmann (GER)     | Garmin-Barracuda      | m. t.      |
| 4  | Daryl Impey (RSA)        | GreenEDGE             | m. t.      |
| 5  | Francesco Gavazzi (ITA)  | Astana Qazaqstan Team | m. t.      |
| 6  | Gianni Meersman (BEL)    | Lotto-Belisol         | m. t.      |
| 7  | Ryder Hesjedal (CAN)     | Garmin-Barracuda      | m. t.      |
| 8  | Michael Matthews (AUS)   | Rabobank ProTeam      | m. t.      |
| 9  | Davide Appollonio (ITA)  | Team Sky              | m. t.      |
| 10 | Mauro Santambrogio (ITA) | BMC Racing Team       | m. t.      |

### Etapa 3
4 d'abril de 2012, Vitòria - Arrate, 164 km
|    | Ciclista                   | Equip                   | Temps      |
| -- | -------------------------- | ----------------------- | ---------- |
| 1  | Samuel Sánchez (ESP)       | Euskaltel–Euskadi       | 3h 58' 15" |
| 2  | Joaquim Rodríguez (CAT)    | Team Katusha            | s.t.       |
| 3  | Chris Horner (USA)         | RadioShack-Nissan       | s.t.       |
| 4  | Bauke Mollema (NED)        | Rabobank ProTeam        | + 12"      |
| 5  | Damiano Cunego (ITA)       | Lampre-ISD              | + 12"      |
| 6  | Tony Martin (GER)          | Omega Pharma-Quick Step | + 12"      |
| 7  | Michele Scarponi (ITA)     | Lampre-ISD              | + 12"      |
| 8  | Sergio Henao (COL)         | Team Sky                | + 12"      |
| 9  | Robert Kišerlovski (CRO)   | Astana Qazaqstan Team   | + 12"      |
| 10 | Lars Petter Nordhaug (NOR) | Team Sky                | + 12"      |

|    | Ciclista                    | Equip                   | Temps       |
| -- | --------------------------- | ----------------------- | ----------- |
| 1  | Samuel Sánchez (ESP)        | Euskaltel–Euskadi       | 12h 06' 06" |
| 2  | Chris Horner (USA)          | RadioShack-Nissan       | + 0"        |
| 3  | Joaquim Rodríguez (CAT)     | Team Katusha            | + 0"        |
| 4  | Ryder Hesjedal (CAN)        | Garmin-Barracuda        | + 12"       |
| 5  | Wout Poels (NED)            | Vacansoleil-DCM         | + 12"       |
| 6  | Damiano Cunego (ITA)        | Lampre-ISD              | + 12"       |
| 7  | Vassil Kirienka (BLR)       | Movistar Team           | + 12"       |
| 8  | Jurgen Van Den Broeck (BEL) | Lotto-Belisol           | + 12"       |
| 9  | Robert Kišerlovski (CRO)    | Astana Qazaqstan Team   | + 12"       |
| 10 | Tony Martin (GER)           | Omega Pharma-Quick Step | + 12"       |

### Etapa 4
5 d'abril de 2012, Eibar - Bera-Ibardin, 151 km
|    | Ciclista                    | Equip                 | Temps      |
| -- | --------------------------- | --------------------- | ---------- |
| 1  | Joaquim Rodríguez (CAT)     | Team Katusha          | 3h 55' 56" |
| 2  | Samuel Sánchez (ESP)        | Euskaltel–Euskadi     | + 9"       |
| 3  | Sergio Henao (COL)          | Team Sky              | + 12"      |
| 4  | Robert Kišerlovski (CRO)    | Astana Qazaqstan Team | + 12"      |
| 5  | Lars Petter Nordhaug (NOR)  | Team Sky              | + 16"      |
| 6  | Michele Scarponi (ITA)      | Lampre-ISD            | + 16"      |
| 7  | Jurgen van den Broeck (BEL) | Lotto-Belisol         | + 16"      |
| 8  | Wout Poels (NED)            | Vacansoleil-DCM       | + 16"      |
| 9  | Simon Špilak (SVN)          | Team Katusha          | + 16"      |
| 10 | Ryder Hesjedal (CAN)        | Garmin-Barracuda      | + 16"      |

|    | Ciclista                    | Equip                 | Temps       |
| -- | --------------------------- | --------------------- | ----------- |
| 1  | Joaquim Rodríguez (CAT)     | Team Katusha          | 16h 02' 02" |
| 2  | Samuel Sánchez (ESP)        | Euskaltel–Euskadi     | + 9"        |
| 3  | Chris Horner (USA)          | RadioShack-Nissan     | + 21"       |
| 4  | Robert Kišerlovski (CRO)    | Astana Qazaqstan Team | + 24"       |
| 5  | Sergio Henao (COL)          | Team Sky              | + 24"       |
| 6  | Ryder Hesjedal (CAN)        | Garmin-Barracuda      | + 28"       |
| 7  | Wout Poels (NED)            | Vacansoleil-DCM       | + 28"       |
| 8  | Jurgen van den Broeck (BEL) | Lotto-Belisol         | + 28"       |
| 9  | Lars Petter Nordhaug (NOR)  | Team Sky              | + 28"       |
| 10 | Michele Scarponi (ITA)      | Lampre-ISD            | + 28"       |

### Etapa 5
6 d'abril de 2012, Bera - Oñati, 183 km
|    | Ciclista                     | Equip                 | Temps      |
| -- | ---------------------------- | --------------------- | ---------- |
| 1  | Joaquim Rodríguez (CAT)      | Team Katusha          | 4h 27' 16" |
| 2  | Samuel Sánchez (ESP)         | Euskaltel–Euskadi     | m. t.      |
| 3  | Robert Kišerlovski (CRO)     | Astana Qazaqstan Team | + 2"       |
| 4  | Vassil Kirienka (BLR)        | Movistar Team         | + 5"       |
| 5  | Lars Petter Nordhaug (NOR)   | Team Sky              | + 5"       |
| 6  | Daniele Ratto (ITA)          | Liquigas-Cannondale   | + 5"       |
| 7  | Michele Scarponi (ITA)       | Lampre-ISD            | + 5"       |
| 8  | Damiano Cunego (ITA)         | Lampre-ISD            | + 7"       |
| 9  | Rui Costa (POR)              | Movistar Team         | + 7"       |
| 10 | Jean-Christophe Péraud (FRA) | AG2R La Mondiale      | + 7"       |

|    | Ciclista                    | Equip                 | Temps       |
| -- | --------------------------- | --------------------- | ----------- |
| 1  | Joaquim Rodríguez (CAT)     | Team Katusha          | 20h 29' 18" |
| 2  | Samuel Sánchez (ESP)        | Euskaltel–Euskadi     | + 9"        |
| 3  | Robert Kišerlovski (CRO)    | Astana Qazaqstan Team | + 26"       |
| 4  | Lars Petter Nordhaug (NOR)  | Team Sky              | + 33"       |
| 5  | Michele Scarponi (ITA)      | Lampre-ISD            | + 33"       |
| 6  | Sergio Henao (COL)          | Team Sky              | + 34"       |
| 7  | Jurgen van den Broeck (BEL) | Lotto-Belisol         | + 35"       |
| 8  | Ryder Hesjedal (CAN)        | Garmin-Barracuda      | + 40"       |
| 9  | Damiano Cunego (ITA)        | Lampre-ISD            | + 40"       |
| 10 | Chris Horner (USA)          | RadioShack-Nissan     | + 44"       |

### Etapa 6
7 d'abril de 2012, Oñati - Oñati, 18,9 (CRI)
|    | Ciclista                     | Equip                   | Temps   |
| -- | ---------------------------- | ----------------------- | ------- |
| 1  | Samuel Sánchez (ESP)         | Euskaltel–Euskadi       | 28' 48" |
| 2  | Bauke Mollema (NED)          | Rabobank ProTeam        | + 6"    |
| 3  | Tony Martin (GER)            | Omega Pharma-Quick Step | + 7"    |
| 4  | Marco Pinotti (ITA)          | BMC Racing Team         | + 15"   |
| 5  | Damiano Cunego (ITA)         | Lampre-ISD              | + 16"   |
| 6  | Joaquim Rodríguez (CAT)      | Team Katusha            | + 21"   |
| 7  | Stef Clement (NED)           | Rabobank ProTeam        | + 22"   |
| 8  | Travis Meyer (AUS)           | GreenEDGE               | + 24"   |
| 9  | Moreno Moser (ITA)           | Liquigas-Cannondale     | + 28"   |
| 10 | Jean-Christophe Péraud (FRA) | AG2R La Mondiale        | + 31"   |

|    | Ciclista                     | Equip                   | Temps       |
| -- | ---------------------------- | ----------------------- | ----------- |
| 1  | Samuel Sánchez (ESP)         | Euskaltel–Euskadi       | 20h 58' 15" |
| 2  | Joaquim Rodríguez (CAT)      | Team Katusha            | + 12"       |
| 3  | Bauke Mollema (NED)          | Rabobank ProTeam        | + 42"       |
| 4  | Damiano Cunego (ITA)         | Lampre-ISD              | + 47"       |
| 5  | Tony Martin (GER)            | Omega Pharma-Quick Step | + 54"       |
| 6  | Lars Petter Nordhaug (NOR)   | Team Sky                | + 1' 03"    |
| 7  | Jean-Christophe Péraud (FRA) | AG2R La Mondiale        | + 1' 07"    |
| 8  | Michele Scarponi (ITA)       | Lampre-ISD              | + 1' 19"    |
| 9  | Chris Horner (USA)           | RadioShack-Nissan       | + 1' 27"    |
| 10 | Simon Špilak (SVN)           | Team Katusha            | + 1' 29"    |

## Classificacions finals

### Classificació general
|    | Ciclista                     | Equip                   | Temps       |
| -- | ---------------------------- | ----------------------- | ----------- |
| 1  | Samuel Sánchez (ESP)         | Euskaltel–Euskadi       | 20h 58' 15" |
| 2  | Joaquim Rodríguez (CAT)      | Team Katusha            | + 12"       |
| 3  | Bauke Mollema (NED)          | Rabobank ProTeam        | + 42"       |
| 4  | Damiano Cunego (ITA)         | Lampre-ISD              | + 47"       |
| 5  | Tony Martin (GER)            | Omega Pharma-Quick Step | + 54"       |
| 6  | Lars Petter Nordhaug (NOR)   | Team Sky                | + 1' 03"    |
| 7  | Jean-Christophe Péraud (FRA) | AG2R La Mondiale        | + 1' 07"    |
| 8  | Michele Scarponi (ITA)       | Lampre-ISD              | + 1' 19"    |
| 9  | Chris Horner (USA)           | RadioShack-Nissan       | + 1' 27"    |
| 10 | Simon Špilak (SVN)           | Team Katusha            | + 1' 29"    |

### Classificacions secundàries
|   | Ciclista                 | Equip          | Punts |
| - | ------------------------ | -------------- | ----- |
| 1 | Mads Christensen (DEN)   | Team Saxo Bank | 35    |
| 2 | David de la Fuente (ESP) | Caja Rural     | 30    |
| 3 | José Herrada (ESP)       | Movistar Team  | 30    |

|   | Ciclista                 | Equip             | Punts |
| - | ------------------------ | ----------------- | ----- |
| 1 | Samuel Sánchez (ESP)     | Euskaltel–Euskadi | 91    |
| 2 | Joaquim Rodríguez (CAT)  | Team Katusha      | 80    |
| 3 | José Joaquín Rojas (ESP) | Movistar Team     | 39    |

|   | Ciclista                 | Equip                 | Punts |
| - | ------------------------ | --------------------- | ----- |
| 1 | Marco Pinotti (ITA)      | BMC Racing Team       | 8     |
| 2 | Mads Christensen (DEN)   | Team Saxo Bank        | 8     |
| 3 | Robert Kišerlovski (CRO) | Astana Qazaqstan Team | 6     |

|   | Equip             | País       | Temps       |
| - | ----------------- | ---------- | ----------- |
| 1 | Team Katusha      | Rússia     | 63h 00' 18" |
| 2 | Team Sky          | Regne Unit | + 02"       |
| 3 | RadioShack-Nissan | Luxemburg  | + 1' 32"    |

### UCI World Tour
La Volta al País Basc atorga punts per l'UCI World Tour 2012 sols als ciclistes dels equips de categoria ProTeam.
| Posició               | 1r  | 2n | 3r | 4t | 5è | 6è | 7è | 8è | 9è | 10è |
| Classificació general | 100 | 80 | 70 | 60 | 50 | 40 | 30 | 20 | 10 | 4   |
| Per etapa             | 6   | 4  | 2  | 1  | 1  |    |    |    |    |     |

| #  | Ciclista               | Equip                   | Punts |
| -- | ---------------------- | ----------------------- | ----- |
| 1  | Samuel Sánchez         | Euskaltel–Euskadi       | 120   |
| 2  | Joaquim Rodríguez      | Team Katusha            | 96    |
| 3  | Bauke Mollema          | Rabobank ProTeam        | 75    |
| 4  | Damiano Cunego         | Lampre-ISD              | 62    |
| 5  | Tony Martin            | Omega Pharma-Quick Step | 52    |
| 6  | Lars Petter Nordhaug   | Team Sky                | 42    |
| 7  | Jean-Christophe Péraud | AG2R La Mondiale        | 30    |
| 8  | Michele Scarponi       | Lampre-ISD              | 20    |
| 9  | Christopher Horner     | RadioShack-Nissan       | 12    |
| 10 | José Joaquín Rojas     | Movistar Team           | 7     |

| Classificats de l'11 al 23 | Classificats de l'11 al 23 | Classificats de l'11 al 23 | Classificats de l'11 al 23 |
| -------------------------- | -------------------------- | -------------------------- | -------------------------- |
| 11                         | Daryl Impey                | GreenEDGE                  | 6                          |
| 12                         | Allan Davis                | GreenEDGE                  | 4                          |
| 12                         | Wout Poels                 | Vacansoleil-DCM            | 4                          |
| 12                         | Simon Špilak               | Team Katusha               | 4                          |
| 15                         | Robert Kiserlovski         | Astana Qazaqstan Team      | 3                          |
| 16                         | Davide Appollonio          | Team Sky                   | 2                          |
| 16                         | Sergio Henao               | Team Sky                   | 2                          |
| 16                         | Fabian Wegmann             | Garmin-Barracuda           | 2                          |
| 19                         | Vassil Kirienka            | Movistar Team              | 1                          |
| 19                         | Michael Matthews           | Rabobank ProTeam           | 1                          |
| 19                         | Marco Pinotti              | BMC Racing Team            | 1                          |
| 19                         | Daniele Ratto              | Liquigas-Cannondale        | 1                          |
| 19                         | Arthur Vichot              | FDJ-BigMat                 | 1                          |

## Evolución de las clasificaciones
| Etapa (Vencedor)              | Classificació general | Classificació de la muntanya | Classificació per punts | Classificació de les metes volants | Classificació per equips |
| ----------------------------- | --------------------- | ---------------------------- | ----------------------- | ---------------------------------- | ------------------------ |
| 1ª etapa (José Joaquín Rojas) | José Joaquín Rojas    | David de la Fuente           | José Joaquín Rojas      | Davide Mucelli                     | Vacansoleil-DCM          |
| 2ª etapa (Daryl Impey)        | José Joaquín Rojas    | David de la Fuente           | José Joaquín Rojas      | Julián Sánchez Pimienta            | GreenEDGE                |
| 3ª etapa (Samuel Sánchez)     | Samuel Sánchez        | Mads Christensen             | José Joaquín Rojas      | Mads Christensen                   | Team Katusha             |
| 4ª etapa (Joaquim Rodríguez)  | Joaquim Rodríguez     | Mads Christensen             | Samuel Sánchez          | Mads Christensen                   | Team Katusha             |
| 5ª etapa (Joaquim Rodríguez)  | Joaquim Rodríguez     | Mads Christensen             | Joaquim Rodríguez       | Marco Pinotti                      | Team Sky                 |
| 6ª etapa (Samuel Sánchez)     | Samuel Sánchez        | Mads Christensen             | Samuel Sánchez          | Marco Pinotti                      | Team Katusha             |
| Final                         | Samuel Sánchez        | Mads Christensen             | Samuel Sánchez          | Marco Pinotti                      | Team Katusha             |